# Vladislav III di Valacchia
Vladislav III di Valacchia (fl. XVI secolo) fu voivoda (principe) di Valacchia dall'aprile al novembre 1523, da giugno a settembre 1524 ed un'ultima volta dall'aprile all'agosto del 1525.

## Biografia
Nipote del voivoda Vladislav II di Valacchia, Vladislav III contese a più riprese il potere al voivoda Radu V de la Afumați, della schiatta rivale dei Drăculești grazie all'appoggio dei turchi del sultano Solimano il Magnifico (1520-1566).
Vladislav sconfisse Radu V nell'aprile 1523 e lo consegnò ai turchi ma già l'anno successivo il fratellastro di Radu V, Radu VI Bădica, prese per sé il trono. Vladislav tornò a combattere il redivivo Radu V alla fine del 1524 e riuscì a conquistare una terza volta il trono nel 1525. Oltre alla lotta con i Drăculești, Vladislav dovette anche lottare con i sempre più potenti boiari della stirpe Craiovești.
Il figlio di Vladislav III, Mosè di Valacchia fu a sua volta voivoda.